# Terremoto della baia di Lituya del 1958
Il terremoto della baia di Lituya del 1958 fu un evento catastrofico che si verificò il 9 luglio alle 22:15:58 ora locale (06:15:58 del 10 luglio UTC) con una magnitudo del momento sismico compreso tra 7,8 e 8,3 e un massimo di intensità nella scala Mercalli pari a XI ("Catastrofica") nella baia di Lituya, nello stato statunitense dell'Alaska.
Il terremoto ebbe luogo per via della faglia di Fairweather, compresa nella più ampia Queen Charlotte, e innescò una frana dal volume di 30 milioni di metri cubi (circa 90 milioni di tonnellate) nella stretta insenatura della baia di Lituya. L'impatto fu udito fino a 80 km di distanza, con l'improvviso spostamento d'acqua che generò un megatsunami che raggiunse i 524 metri di altezza e che fu responsabile della distruzione degli alberi situati presso Gilbert Inlet. Si è trattato del maggiore e più significativo megatsunami avvenuto in tempi moderni; il cataclisma impose una rivalutazione degli eventi causati da immense onde e la necessità di tenere in considerazione il pericolo rappresentato da impatti astronomici, cadute massi e frane dalla vasta portata.

## Geografia

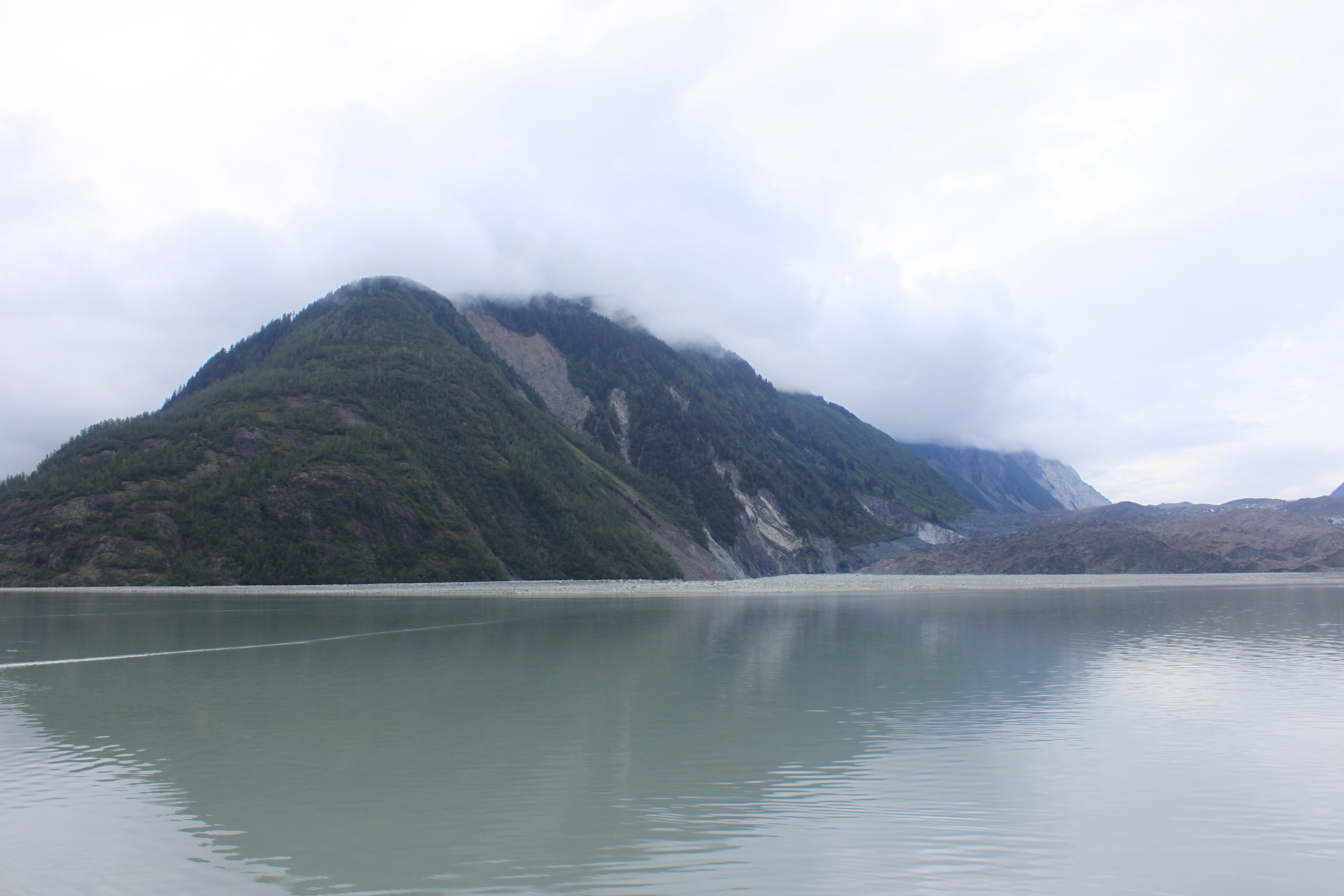
L'effetto dello tsunami era ancora visibile nel 2010. La vegetazione di epoche diverse è visibile sulla cresta che separa il ghiacciaio di Lituya dalla sezione principale della baia. La fotografia è stata scattata da nord

La baia di Lituya è un fiordo che giace sulla faglia di Fairweather nella parte nord-orientale del Golfo dell'Alaska, negli Stati Uniti. Si tratta di una baia a forma di T con una larghezza di 3 km e una lunghezza di 11. Lituya è un'insenatura di marea ricoperta dal ghiaccio con una profondità massima di 220 m. Lo stretto ingresso della baia ha una profondità di soli 10 m. I due bracci che creano la parte superiore della forma a T della baia sono le insenature di Gilbert e Crillon e fanno parte di un trench collocato sulla faglia di Fairweather. Negli ultimi 150 anni la baia di Lituya sperimentò altri tre tsunami di oltre 30 m: quello di 120 m del 1854, quello di 61 m del 1899 e quello di 150 m del 1936.
Vicino alla cresta dei monti Fairweather si trovano i ghiacciai Lituya e North Crillon. Ciascuno è lungo circa 19 km e largo 1,6 con un'altezza di 1.200 m. I ritiri di questi ghiacciai hanno dato origine all'attuale forma a "T" della baia, ovvero le insenature di Gilbert e Crillon.

## Precedenti
Si ritiene che quattro o cinque megatsunami si siano verificati nella baia di Lituya entro un arco temporale di 250 anni:
- Si pensi ai resoconti dei primi esploratori della perdita di tutti gli alberi e della vegetazione lungo la riva e del taglio dei confini degli alberi. Un esempio è costituito dal registro di Jean-François de La Pérouse, il primo europeo a scoprire la baia nel 1786.[5][7]
- Sulla base delle prove fotografiche, «almeno una e forse due onde» avvennero tra il 1854 e il 1916.[5][7]
- Un ulteriore evento che cancellò le prove di cui sopra e sradicò alberi a oltre 150 metri sui lati della baia si verificò nel 1936.[5][7]
- L'evento del 1958.

## Descrizione degli eventi

### Terremoto

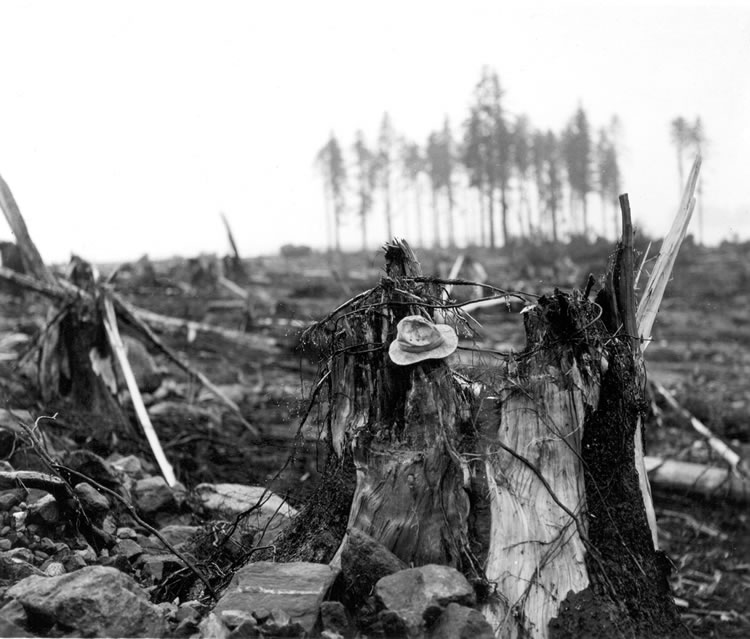
I danni causati dall'onda a un albero alla foce della baia

Il grande terremoto che colpì la faglia di Fairweather ebbe un magnitudo momento di 7,8 e un'intensità massima percepita di XI ("Catastrofica") sulla scala Mercalli. L'epicentro del sisma si trovava alle coordinate 58,37° N di latitudine e 136,67° O di longitudine vicino alla catena dei Monti Fairweather, 12,1 km a est della sezione superficiale della faglia omonima e 21 km a sud-est della baia di Lituya. Tale terremoto risultò il più devastante mai avvenuto in oltre 50 anni per questa regione: la precedente grande scossa, con epicentro a Capo Yakataga e una magnitudo stimata di 8,2 della scala Richter, si era verificata il 4 settembre 1899. Il sisma fu avvertito nelle città sudorientali dell'Alaska su un'area di 1.000.000 km² e fino a Seattle, nello stato di Washington, e nell'estremo nord-ovest del Canada a Whitehorse, nello Yukon.

### Rocce

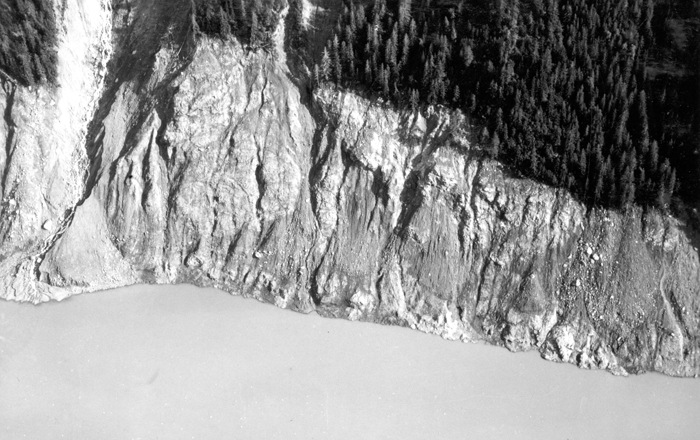
Una sezione della costa meridionale della baia di Lituya che mostra il limite superiore della glaciazione e la nuda roccia in basso

Il terremoto generò una caduta massi subaerea nell'insenatura di Gilbert. Oltre 30 milioni di metri cubi di roccia precipitarono da un'altezza di diverse centinaia di metri nella baia, innescando il megatsunami. L'impatto della frana includeva la creazione di una colossale onda anomala che spazzò via fino a 400 m di ghiaccio dalla sezione anteriore del ghiacciaio Lituya ed erose o sradicò completamente la vegetazione sviluppatasi sulle pareti rocciose circostanti. L'onda anomala si smorzò non appena raggiunse il mare, ma in seguito alla catastrofe il lago subglaciale situato a nord-ovest si inabissò di 30 metri. È probabile che un simile accadimento aumentò la portata totale dell'onda, alta 524 m, al di sopra della superficie della baia mentre procedeva verso l'alto. L'onda causò danni alla vegetazione a monte dei promontori intorno all'area in cui si verificò la frana, fino a un'altezza di 524 metri, nonché lungo il litorale della baia. È possibile che una buona percentuale della massa idrica fu drenata dal lago glaciale attraverso un tunnel glaciale che scorre direttamente davanti al ghiacciaio, benché né il tasso di drenaggio né il volume d'acqua fermato potessero produrre un'onda di tale entità. Anche se gran parte delle acque trovò finalmente la quiete davanti al ghiacciaio Gilbert, è possibile che quanto passato oltre venne bloccato dal lato opposto a Crillon Inlet. A seguito di varie analisi compiute dai geologi, si è ritenuto che il ghiacciaio non condizionò il livello raggiunto dalla colossale onda.

### Megatsunami

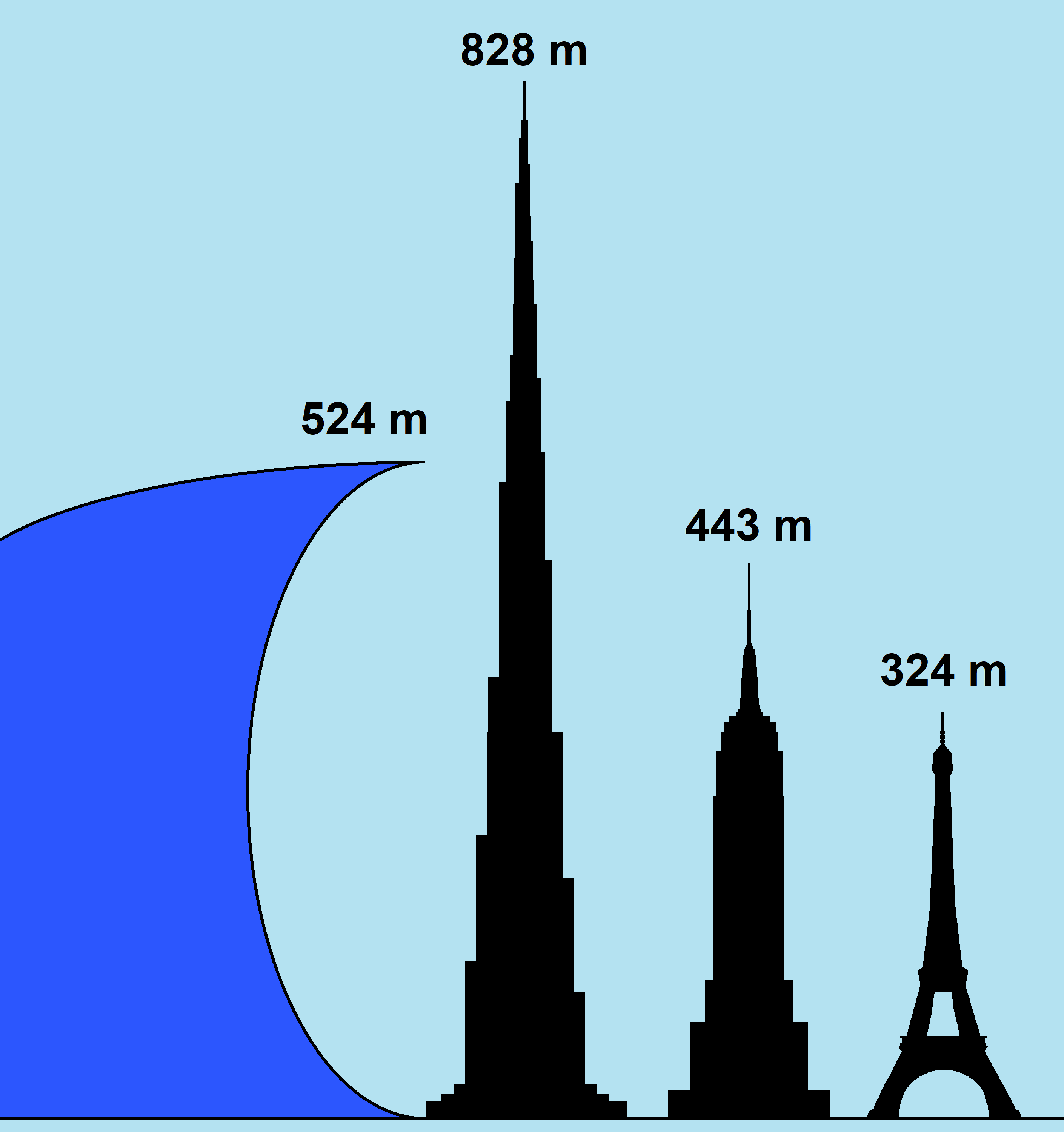
Il livello massimo di altezza raggiunto dal megatsunami e paragonato alla dimensione del Burj Khalifa, dell'Empire State Building e della Torre Eiffel

Lo tsunami più alto mai registrato si verificò proprio perché innescato dal terremoto della baia di Lituya, con un'altezza dichiarata di 524 m. Lo tsunami causò cinque morti, molti feriti e la distruzione di numerose abitazioni. Due membri di un peschereccio perirono a causa di un'onda infrantasi nella baia che capovolse l'imbarcazione. Altre due persone, un capitano di un peschereccio e suo figlio di sette anni, furono anch'essi colpiti dall'onda e trascinati per centinaia di metri dalle onde. In maniera assolutamente incredibile, entrambi sopravvissero, riportando delle ferite minime. A Yakutat, l'unico avamposto permanente vicino all'epicentro dell'epoca, infrastrutture come ponti, moli e linee petrolifere riportarono tutte dei danni. Una torre crollò e una cabina riportò danni tali da potersi considerare irreparabile. La creazione di vulcani di sabbia e fango, uniti a svariate crepe, ebbe luogo soprattutto lungo la costa localizzata a sud-est della baia, con i cavi sottomarini che supportavano il sistema di comunicazione dell'Alaska completamente divelti. Danni più lievi si segnalarono anche a Pelican e Sitka. I rami degli alberi sradicati si sparpagliarono un po' ovunque, con la foresta situata a ridosso della costa completamente cancellata e una linea della marea in condizioni normali che lasciò intravedere pochi fusti sopravvissuti sui lati orientali e occidentali. Il megatsunami allagò l'intera baia e creò delle cicatrici che modificarono il precedente aspetto del punto geografico in questione, come emerge dalle osservazioni satellitari compiute dagli studiosi.

### Testimonianze oculari

#### Resoconto di Swanson
Alle 22:15 ora locale del 9 luglio 1958, con il sole non ancora tramontato, un terremoto di magnitudo 7,8 colpì l'area della baia di Lituya. La marea stava calando a poco più 1,5 m e il tempo era sereno. Ancorati in una baia vicino al lato ovest dell'ingresso della baia, Bill e Vivian Swanson erano sulla loro barca, impegnati a pescare, quando il terremoto li interessò:

#### Resoconto di Ulrich

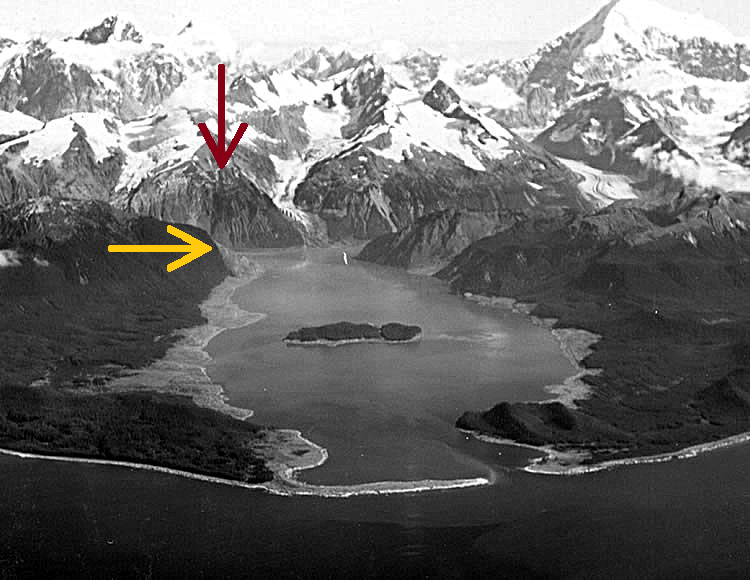
I danni causati dal megatsunami della baia di Lituya del 1958 si possono scorgere in questa fotografia aerea obliqua. Le aree più chiare sulla riva sono quelle dove gli alberi sono stati sradicati dalla forza delle acque. La freccia rossa mostra la posizione della frana, quella gialla il punto più alto raggiunto dall'onda sul promontorio

Quando avvenne il terremoto, Howard G. Ulrich e suo figlio di 7 anni erano nella baia di Lituya a bordo della loro barca, la Edrie. Si trovavano ancorati in una piccola insenatura sul lato meridionale della baia. I due erano usciti in acqua alle 20:00 ora locale e, quando si verificò la scossa, il conseguente beccheggio della sua imbarcazione fece svegliare Ulrich. Egli osservò la formazione dell'onda dal ponte, avvertendo uno schianto molto forte sulla costa della baia di Lituya. Nel suo resoconto dell'onda ne annotò l'aspetto e come si era formata:
L'onda toccò la sua barca 2-3 minuti dopo che Ulrich la vide e trascinò la Edrie a sud, sulla sponda meridionale, e poi di nuovo vicino al centro della baia. Ulrich fu in grado di controllare la barca una volta passata l'onda principale, facendosi strada attraverso il mare mosso e alto fino a 6 metri di altezza fin quando non poté abbandonare la baia.

## Letteratura scientifica
In ambito scientifico, si sviluppò per decenni (ed è tuttora in corso) un dibattito sul fatto che il megatsunami sia stato il risultato della caduta di massi generata dal terremoto o il risultato del terremoto stesso. Sono stati condotti vari studi per determinare la vera causa; qui vengono riportati i due particolarmente influenti del 1999 e del 2010.

### Studio del 1999
Il meccanismo che diede origine al grande maremoto fu analizzato in un evento dedicato alla baia di Lituya in uno studio presentato alla Tsunami Society nel 1999.
Malgrado il terremoto che innescò l'evento catastrofico fosse stato molto energico e avesse comportato forti movimenti del suolo, alcuni fattori non lasciavano comprendere come fosse stato possibile assistere a un fenomeno tanto devastante. Né il drenaggio dell'acqua da un lago, né la frana, né la forza del terremoto stesso potevano da soli generare il megatsunami, malgrado sia plausibile che ognuno di questi elementi vi abbia contribuito.
Al contrario, il megatsunami fu causato dall'impulso e dall'impatto massiccio e improvviso di circa 40 milioni di metri cubi di roccia provenienti da diverse centinaia di metri sopra la baia che si riversarono in acqua, caduti «praticamente come un solo blocco» lungo il pendio quasi verticale e nella baia. La caduta di massi comportò altresì lo spostamento di blocchi d'aria a causa degli effetti provocati dalla viscosità, che si andarono ad aggiungere al volume spostato e che contribuirono a formare sul fondale della baia un grande cratere. Lo studio trasse le seguenti conclusioni:
La successiva modellazione matematica presso il Los Alamos National Laboratory (Mader, 1999, Mader & Gittings, 2002) riprese la ricostruzione sopra esposta aderendovi, poiché l'insieme di fattori venne ritenuto in grado di scatenare la formazione dell'onda gigante e gli effetti che ne conseguirono.

### Studio del 2010
La vicenda dello tsunami avvenuto in Alaska attirò nel corso dei decenni l'interesse di nuovi autori. Un modello del 2010 esaminò la quantità di detriti depositatisi sul fondo della baia, decisamente maggiore di quella che avrebbe potuto essere scaturita dalla sola caduta di massi, nonché l'energia e l'altezza delle onde. Gli scienziati conclusero che si verificò una "doppia frana", ragion per cui l'effetto fu amplificato dalle 5 alle 10 volte. Benché quello del 1958 non fu il primo maremoto verificatosi nella baia, l'evento resta storicamente importante, anche perché è il primo responsabile della morte di vite umane di cui si ha notizia.

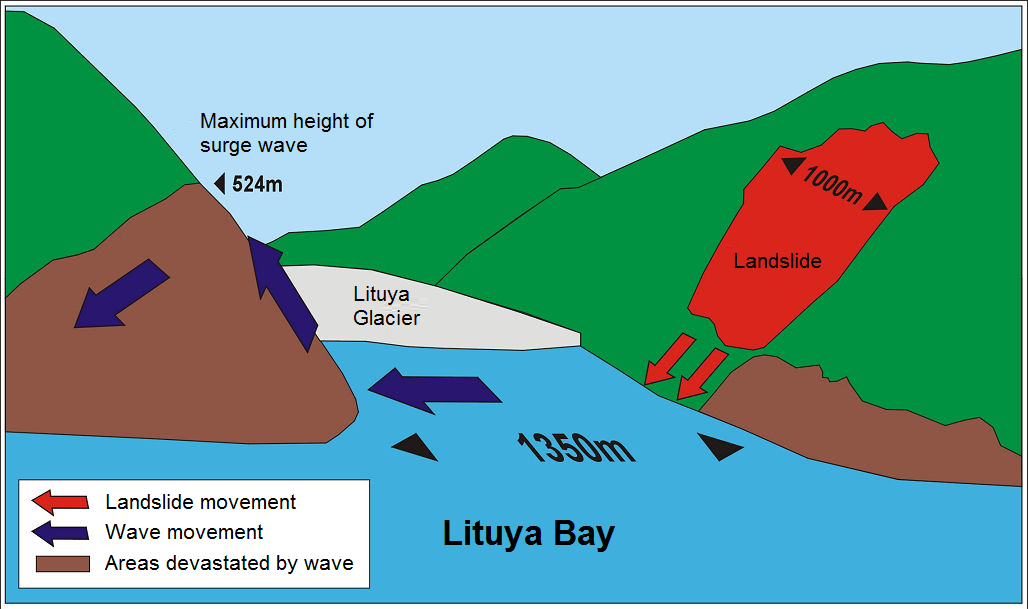
Diagramma del megatsunami che mostra il movimento delle onde, le frane generate dallo tsunami e la vegetazione distrutta dall'evento

Uno studio successivo a quello del 1999, che esaminò l'impatto più ampio dell'evento, rilevò che la caduta di massi stessa appariva inadeguata a spiegare gli effetti catastrofici degli eventi del 1958. Con particolare riferimento alla quantità di sedimenti depositatasi nella baia, a giudicare dalla forma del fondale marino, essa assunse una portata assai maggiore di quanto potesse mai fare una semplice caduta di massi; anche se si volesse pensare all'energia innescata dalle onde e a quanto avevano trasportato in unione alla caduta di massi, il totale non sarebbe risultato sufficiente. La pubblicazione summenzionata deduceva dunque che, al fine di spiegare l'evento, era più probabile la teoria della "doppia frana": la caduta di massi, che intaccò da punti molto vicini la sommità del ghiacciaio di Lituya, comportò il distacco di circa 400 metri di ghiaccio dalla punta (come evidenziato dalle fotografie dell'epoca). Inoltre, forse si andò ad aggiungere anche dell'acqua presente alle spalle di quella in forma solida del ghiacciaio. Più leggero di peso, il ghiaccio sarebbe rimasto a galleggiare mentre l'acqua aumentava esponenzialmente il suo volume. Lo studio stimava che i detriti distaccati fossero tra 5 e 10 volte superiori al volume della caduta di massi iniziale, un numero questo paragonabile a quello di altri eventi quali la disastrosa valanga di Kolka-Karmadon avvenuta in Ossezia Settentrionale-Alania nel settembre 2002, responsabile tra l'altro della morte di 150 persone (rapporto stimato tra 5 e 10 volte), la frana del novembre del 1987 di Parraguirre (rapporto stimato 2,5) e lo Huascarán del maggio 1970 (rapporto stimato 4). Questo volume aggiuntivo spiegherebbe i grandi cambiamenti nella forma sottomarina del fondale marino nella baia e l'energia aggiuntiva delle onde, specialmente all'estremità occidentale della baia. Se la teoria fosse corretta, gli autori dell'articolo ipotizzano che tramite dei carotaggi si potrebbe tranquillamente scoprire che almeno una settantina dei metri più superficiali del fondale si sono stratificati in seguito agli eventi del 1958.